# Gottfried Ungerböck
Gottfried Ungerböck, auch Ungerboeck, (* 15. März 1940 in Wien) ist ein österreichischer Nachrichtentechniker und Erfinder der Trellis-Codierung.

## Leben
Ungerböck studierte an der Technischen Universität Wien Elektrotechnik mit Schwerpunkt Nachrichtentechnik.  Nach dem Studium begann er für IBM Österreich zu arbeiten. 1967 wechselte er ans IBM Zurich Research Laboratory und nahm ein Doktoratsstudium an der ETH Zürich auf, wo er 1970 promoviert wurde (Nichtlineare Entzerrung binärer Signale in Gauss'schem Rauschen).
Seine Schwerpunkte in der Forschung am IBM Zurich Research Laboratory waren Digitale Signalverarbeitung, Übertragungs- und Informationstheorie. Sein wesentlicher Beitrag auf diesen Gebieten war die Trellis-Codierung.
Ungerböck ist seit 1998 für Broadcom als Technischer Direktor des Bereichs „Communication Systems Research“ tätig und lebt in Langnau am Albis in der Schweiz.

## Auszeichnungen (Auswahl)
- 1984: IBM Fellow
- 1993: Ehrendoktorat der Technischen Universität Wien[1]
- 1993: IEEE Koji Kobayashi Computers and Communications Award
- 1994: IEEE Fellow, Richard-W.-Hamming-Medaille
- 1996: Marconi-Preis
- 1997: Australia Prize
- 2017: Claude E. Shannon Award

## Werke
- Gottfried Ungerböck: Transistornetzgeräte, Staatsprüfungsarbeit ausgeführt am Institut für Nachrichtentechnik der Technischen Hochschule Wien, März 1964.